# مقاطعة واشنطن (بنسلفانيا)
مقاطعة واشنطن (بالإنجليزية: Washington County, Pennsylvania)‏ هي إحدى مقاطعات ولاية بنسلفانيا في الولايات المتحدة. بلغ عدد سكانها 207820 نسمة في عام 2010 حسب إحصاء مكتب تعداد الولايات المتحدة.

## أعلام
- توماس شانون
- كريستوفر رانكين
- جون ألكسندر أندرسون
- روبرت لايلي
- وليام كيني
- جون إل. برونر
- جون باربيرو

## وصلات خارجية
- www.co.washington.pa.us